# 清武町今泉
清武町今泉（きよたけちょういまいずみ）とは、宮崎県宮崎市および旧宮崎郡清武町の地名。清武地域自治区に属している。郵便番号は889-1602。

## 地理
宮崎市の中南部に位置する。もともと「清武町大字船引今泉」として宮崎郡清武町の一部であった。宮崎市に合併の際に「大字」が省略された。地名の後に「甲」「乙」「丙」の符号がつく地域と、符号がつかない地区に分かれる。このほか、「沓掛」などの通称地名も存在する
北方を清武町船引、清武町新町、清武町岡、東方を、清武町木原、大字鏡洲、南方を日南市北郷町北河内、西方を田野町甲、田野町乙と接する。
宮崎自動車道と東九州自動車道が交差する清武ジャンクションがあり、その下を国道269号とJR日豊本線が通過する交通の要所であるほか、宮崎市清武総合運動公園ではオリックス・バファローズのキャンプ地として知られる。

## 歴史
- 2010年（平成22年）3月23日 - 清武町が宮崎市に編入合併となる。その際に大字が省略される。

## 世帯数と人口
2023年（令和5年）3月1日現在の世帯数と人口は以下の通りである。
| 町丁         | 世帯数   | 人口   |
| ------------ | -------- | ------ |
| 清武町今泉   | 23世帯   | 45人   |
| 清武町今泉甲 | 1809世帯 | 3913人 |
| 清武町今泉乙 | 290世帯  | 666人  |
| 清武町今泉丙 | 552世帯  | 1299人 |

## 小・中学校の学区
市立小・中学校に通う場合、学区は以下の通りとなる。
| 町名             | 小学校               | 中学校             |
| ---------------- | -------------------- | ------------------ |
| 清武町今泉の一部 | 宮崎市立清武小学校   | 宮崎市立清武中学校 |
| 清武町今泉の一部 | 宮崎市立大久保小学校 | 宮崎市立清武中学校 |

## 交通

### バス
宮交グループの運営するバスが営業している。

### 鉄道
JR日豊本線が通っており、日向沓掛駅が設置されている。

### 道路
- 東九州自動車道 清武南本線料金所、清武南IC
- 宮崎自動車道 清武JCT
- 国道269号
- 宮崎県道27号宮崎北郷線
- 宮崎県道338号大久保木崎線
- 宮崎県道340号大戸野清武線
- 宮崎県道378号清武南インター線

## 施設
- 宮崎市清武総合運動公園
- 宮崎市立大久保小学校
- 宮崎市南消防署南部出張所
- 宮崎南警察署大久保駐在所
- 梅田学園清武自動車学校